# Raouf Ben Amor
Raouf Ben Amor (arabisch رؤوف بن عمر, DMG Raʾūf b. ʿUmar; * 24. Dezember 1946 in Tunis), ist ein tunesischer Film- und Theaterschauspieler sowie Filmproduzent. Für die Hauptrolle des Youssef in dem Drama Tunis by Night von Elyes Baccar wurde er 2017 beim Cairo International Film Festival als Bester Schauspieler ausgezeichnet.

## Leben
Ben Amor ist im Stadtviertel Halfaouine, nördlich der Medina von Tunis gelegen, aufgewachsen und besuchte während seiner Schulzeit das Collège Sadiki. Dort trat er dem Schulchor bei, bis Mohsen Ben Abdallah, ein tunesischer Theaterschauspieler und viele Jahre Leiter des Théâtre municipal de Tunis, auf ihn aufmerksam wurde und Ben Amor in die Theatergruppe integrierte. Nach seinem Baccalauréat begann er ein Studium in Englisch und Literatur an der Fakultät der Künste – der bis 1986 Faculté des lettres et des sciences humaines de Tunis genannten Universität, der heutigen Faculté des sciences humaines et sociales de Tunis (FSHST), die der Universität Tunis zugehörig ist. Gleichzeitig trat er dem Universitäts-Theaterzentrum bei und war Mitglied eines Theaterstücks das beim Internationalen Festival des Universitätstheaters in Istanbul im Jahr 1969 mit dem ersten Platz prämiert wurde. Nach der Vergabe eines Stipendiums an die Mitglieder dieser Theateraufführung durch das Kulturministerium Tunesien, eröffnete sich für Ben Amor die Möglichkeit sein Studium für drei weitere Jahre am Londoner City Literary Institute fortzuführen.
Ben Amor hat während seiner Karriere nicht nur als Schauspieler oder Produzent gearbeitet. So war er 1976 Mitglied der Direktion beim Festival International de Carthage (FIC), das jährlich in den Monaten Juli und August seit 1964 stattfindend, und Mitbegründer des Festival Culturel Internationale de Assilah in Marokko. Im Jahr 1978 bekleidete er die Funktion des Direktors beim Internationalen Festival von Tabarka. In der Zeit von 1980 bis 1995 wirkte er in Funktion als Direktor für Animation und Kommunikation am tunesisch-kuwaitischen Konsortium für Entwicklung (CTKD), der Abou Nawas Hotels mit. Als 1992 Canal+–Horizon in Tunesien den Start aufnahm, arbeitete Ben Armor während des ersten Jahres der Markteinführung als Berater der Generaldirektion. 1996 war er Mitglied der Kommission für Theaterproduktion im Kulturministerium, war Mitglied des Verwaltungsrats vom internationalen Kulturzentrum Hammamet, Mitglied des Verwaltungsrats des tunesischen Nationaltheaters und war 2004 beim Afrika-Cup als Vorsitzender der Kulturkommission verantwortlich für die Eröffnungsshow und das Kulturprogramm rund um dieses Fußballturnier. Im Jahr darauf, bei der Handball-Weltmeisterschaft der Männer 2005, war er ebenfalls als künstlerisches Beratermitglied der Kulturkommission für die Eröffnungsshow tätig.
In den Jahren 2004 und 2005 füllte er die Funktion des künstlerischen Leiters der 41. und 42. Ausgabe des Festival International de Carthage (FIC) aus. Er war weiter Sekretär des Distrikts 414 von Tunesien für die internationale Vereinigung der Lions Clubs sowie Präsident des Lions Club Tunis le Belvédère und war Mitglied der Organisation SOS Villages d’Enfants Tunisie. Im Jahr 2019 war er Jurymitglied des Internationalen Amateur Film Festivals von Kelibia, neben der aus der Ukraine stammenden Regisseurin und Drehbuchautorin Anna Kurnnaya, dem Generaldelegierten des FESPACO in Burkina Faso Ardiouma Soma, dem jordanischen Schauspieler und Dramatiker Ghannem Ghannem und der Filmforscherin und Spezialistin für arabisches Kino Mathilde Rouxel. In der 1. Ausgabe des Theater Festivals „Ezzeddine Gannoun“ 2019 in Tunis hatte er den Juryvorsitz. Weitere Jurymitglieder waren die libanesische Schauspielerin und Produzentin Carole Abboud, der tunesische Schriftsteller Walid Soliman, die tunesische Schauspielerin Héléne Catzaras sowie der aus Burkina Faso stammende Regisseur Étienne Minoungou.
Als Anerkennung für seine Leistungen wurde ihm von Zine el-Abidine Ben Ali im Jahr 1990 der Orden des Officier des Arts et Lettres (Orden der Künste und der Literatur) verliehen. Er erhielt den Prix National des Arts et Lettres für das Jahr 1997 und 1999, am Tag der Kultur, dem 27. Mai, den Orden Commandeur de l’Ordre du Mérite Culture national (ein nationaler Verdienstorden der Künste). Anlässlich der 20. Ausgabe der Karthago Theatertage (Journées théâtrales de Carthage – JTC) 2019 wurde ihm gemeinsam mit der tunesischen Schauspielerin Zahira Ben Ammar der Preis für Kreativität Saleh El Kassab verliehen.

## Schaffen

### Theater
Nachdem Ben Amor aus London zurückgekehrt war, schloss er sich im Jahr 1972 der Gruppe des „Théâtre du sud“ von Gafsa an, wo er im ersten Stück Jha wa chark al hayer in der Rolle des Jha zu sehen war. In den Folgejahren war er beständig auf den Theaterbühnen des Landes präsent. Er spielte 1973 bei der Eröffnung des Internationalen Festivals von Hammamet in Borni wal Atra, einer Adaption des italienischen Theaterstücks Bilora von Ruzante, mit. Für die Aufführung des Stücks L’héritage arbeitete er 1975 am „Théâtre nouveau“ mit der ersten privaten Theatertruppe Tunesiens. In den 1980er Jahren entstanden Zusammenarbeiten für Tamthil klem am „Théâtre Phou“ mit Raja Ben Ammar, Moncef Essayem und Taoufik Jebali und 1985 mit dem Ensemble „Sinnemart“ das Stück Ismail Pacha in Zusammenarbeit mit Jebali und Mohamed Driss, welches das Internationale Festival von Carthage 1986 eröffnete. Zur Eröffnung des „El Teatro“, 1987 von Jebali gegründet, einem Privattheater von Tunis, wurde das Stück Mémoire d’un dinosaure aufgeführt, welches eine Adaption von Bertolt Brechts Stück Flüchtlingsgesprächeist und war 1988 Teil des 1. Festival du Théâtre Expérimental du Caire & Alexandrie. Die Truppe des „El Teatro“ wurde 1989 mit dem Stück an das Berliner Ensemble und weitere Theater in Dresden und Rostock eingeladen. 20 Jahre später, im Jahr 2007 wurde Mémoire d’un dinosaure überarbeitet erneut am „El Teatro“ aufgeführt, wieder mit Ben Amor und Jebali. 1988, das Nationaltheater von Tunis stand bereits unter Leitung des Autors und Schauspielers Driss, war Ben Amor beispielsweise in der Inszenierung Vive Shakespeare von Driss und Habib Bel Hedi zu sehen.

### Film
Seine Filmkarriere begann Ben Amor 1971 im Spielfilmdebüt Et demain von Regisseur Brahim Babaï nach der Romanvorlage Et ma part d'horizon von Abdelkader Ben Cheikh. Im Jahr 1976 wurde er von Roberto Rossellini für die Rolle des Judas im Film Der Messias besetzt. Am Ende der Drehtage sagte Rossellini zu ihm: « Toi, mon vieux, tu feras une grande carrière cinématographique » (dt: „Du, mein Alter, wirst eine große Kinokarriere machen“). In den 1980er Jahren stand er mit Pierre Richard für dessen Film Zwei Kamele auf einem Pferd als Rebellenführer vor der Kamera und drehte gleich zwei weitere Filme mit Roman Polański. In dessen Film Piraten war er in der Rolle des Wächters des Arsenals zu sehen und in Frantic (1988) als Dr. Metlaoui. Zwei weitere Filme drehte er 1988 und 1989 mit der Regisseurin Kalthoum Bornaz, ehe ihn Mireille Darc für ihr Regiedebüt La barbare (dt. Titel: Hemmungslos) verpflichtete. In Halfaouine – Zeit der Träume von Férid Boughedir war er wie der Regisseur selbst als Friseurkunde zu sehen. Ben Amor arbeitete während seiner Karriere mit einigen Regisseuren mehrfach. Ein Beispiel dafür ist die erneute Zusammenarbeit mit Babaï im Jahr 1990 für den Film La nuit de la décennie nach dem gleichnamigen Roman des tunesischen Schriftstellers, Dramatikers und Enzyklopädisten Mohamed Salah El Jebri und 2002 für den Film L’odyssée der ebenfalls nach einem Roman mit dem Titel Les Cendres de Carthage von Abdelaziz Belkhodja entstand.
Der von Tarak Ben Ammar, für die aus dem Libanon stammende Regisseurin Randa Chahal Sabag, produzierte Film Écrans de sable zeigte Ben Amor in der Rolle als Chef der Handlanger neben Michel Albertini und Maria Schneider. Im Thriller Deceptions von L. J. Munkler aus dem Jahr 1992 arbeitete Ben Amor an der Seite von Jason Robards, Brian Cox und Fred Williamson. Eine mehrfache Zusammenarbeit hatte Ben Amor auch mit Regisseur Nouri Bouzid. 1993 für die Dokumentation La Guerre du Golfe... et après?, einem Projekt von 5 Kurzfilmen nach einer Idee von Produzent Ahmed Bahaeddine Attia, zu dem Bouzid den Beitrag C'est Shéhérazade qu'on assassine beisteuerte, wurde Ben Amor als Schauspieler für die Umsetzung der Geschichte einer vom Golfkrieg geplagten Familie verpflichtet. 1997 stand er in der Rolle des Majid für den Film Tunisiennes erneut für Bouzid vor der Kamera. Im Spielfilm Habiba M’sika der Regisseurin Selma Baccar hatte Ben Amor eine der Hauptrollen als Lamine und nahm 2005 in Baccars Film Fleur d’oubli mit der Hauptrolle als homosexueller Ehemann auch das Risiko in Kauf, die „Hauptlast der Kontroverse zu tragen“. Zwar war das Thema Homosexualität in tunesischen Filmen kein Tabu mehr, dennoch hätten, laut Jeune Afrique, nur wenige arabische Schauspieler solch eine Rolle unterstützt. „Si Chedly“, wie Ben Amor laut Jeune Afrique vom tunesischen Publikum in Anlehnung an seine gleichnamige Rolle in einer tunesischen Fernsehserie aus dem Jahr 1997 auch genannt werden würde, hat das offenbar nicht geschadet. Der Film verzeichnete in den ersten zwei Monaten seiner Spielzeit in Tunesien gute Besucherzahlen. Im Jahr 2017 arbeite der Schauspieler erneut mit der Regisseurin Baccar für den Film El Jaida in der Rolle des Si Salah. Der Film spielt wenige Monate vor der Unabhängigkeit Tunesiens in einem Frauengefängnis, wo vier Frauen unter der Autorität der Gefängniswärter zusammenleben müssen.
In der Komödie Cinécittà aus dem Jahr 2009 von Regisseur Ibrahim Letaïef traf Ben Amor erneut auf Claudia Cardinale. Mit der Schauspielerin drehte er bereits 1977 für Jesus von Nazareth von Franco Zeffirelli. In Cinécittà ärgert er Cardinale in der Rolle des italienischen Hausmeisters Toto. Für den Monumentalfilm Black Gold von Jean-Jacques Annaud spielte Ben Amor an der Seite von Tahar Rahim und Antonio Banderas die Rolle des Theologen seiner Majestät. Im algerisch-tunesischen Film Augustin, fils de ses larmes von Samir Seif aus dem Jahr 2015 war Ben Amor als Esselipios in einer der Hauptrollen dieser Parallelgeschichte um einen jungen Filmemacher, der in Paris lebt, zu sehen. Der junge Mann wird in seine Heimat Algerien zurückkehren, um eine Dokumentation über das Leben von Augustinus von Hippo zu machen. Die Geschichten verschmelzen während des Films miteinander. Der Film wurde in Algerien, Karthago, Rom und Mailand gedreht und nach Fertigstellung im Jahr 2018 unter anderem beim Festival International du Film Amazigh de Montréal (FIFAM) gezeigt. Die erfolgreichste seiner Hauptrollen war bisher die des Youssef in Tunis by Night von Elyes Baccar. Youssef, ein Mann der mehr als zwei Jahrzehnte für das nationale tunesische Radio gearbeitet hat, wird in seiner letzten Sendung kurz vor dem Ruhestand die Übertragung abbrechen, nachdem sich in Sidi Bouzid ein junger Mann in Brand gesetzt hat. Die Polizei verhaftet ihn kurzzeitig, als er den Radiosender verlässt. Nach weiteren Problemen innerhalb der Familie mit Frau und Tochter läuft Youssef letztlich seiner Familie davon und findet sich nachts in Tunis wieder, einer Stadt, die er so nicht mehr kennt. Die Rolle brachte Ben Amor den Preis des Besten Schauspielers 2017 beim Cairo International Film Festival. Neben Hafsia Herzi in der weiblichen Hauptrolle spielte Ben Amor ihren überfürsorglichen Schwiegervater Taïeb in dem Drama L’amour des hommes aus dem Jahr 2017 von Mehdi Ben Attia, welches die Geschichte einer jungen Witwe und Fotografin erzählt, die nach dem Tod ihres Ehemannes beginnt, erotische Fotos der Männer ihrer Nachbarschaft zu machen. Beim Cairo International Film Festival im Jahr 2018 vergab die Cairo Film Connection (CFC) in Zusammenarbeit mit Arab Cinema Centre (ACC) einen Preis in Höhe von 50.000 US-Dollar an Majdi Lakhdars Film Before It’s Too Late, in dem Ben Amor die Hauptrolle des Ali spielt. Der Film wurde beim Malmö Arab Film Festival 2019, im Rahmen der Plattform, die Postproduktionsprojekten gewidmet ist, gezeigt.

### Fernsehen
Ben Amors Arbeit für das Fernsehen umfasst auch einige Fernsehfilme. So war er neben Jesus von Nazareth auch in Hinter den Felsen lauert der Tod (fr: L’arme au bleu) von Regisseur Maurice Frydland, ein vom ZDF im Oktober 1986 gezeigter französischer Kriegsfilm, in der Rolle des El Kakdar an der Seite von Pierre Arditi zu sehen. 1993 verfilmte Gianni Lepre die Mafiageschichte Morte a contratto nach der Geschichte This Way for a Shroud von James Hadley Chase. Der Film spielt in Monastir und Rom und zeigte Ben Amor in der Rolle eines tunesischen Polizeichefs an der Seite von Eleonora Brigliadori. In der britischen Komödie The Vacillations of Poppy Carew war der Schauspieler 1995 als Mustafa an der Seite von Tara Fitzgerald besetzt. Der von Arte mitproduzierte Fernsehfilm Villa Jasmin, gezeigt im deutschen Fernsehen im Jahr 2010, entstand durch Regisseur Boughedir nach der gleichnamigen Romanvorlage Villa Jasmin von Serge Moati mit Ben Amor in der Rolle als Vater Ben Romdane.
1988 spielte er in der britischen Serie Emmerdale in zwei Folgen die Rolle des Amir, der die Bekanntschaft der Charaktere Jackie Merrick und seiner neuen Frau Kathy Merrick während ihrer Hochzeitsreise in Tunesien machte, anfangs in Verdacht, ein Stalker in dieser Seifenoper zu sein. Große Bekanntheit erlange Ben Amor in Tunesien durch viele Rollen in Fernsehserien, wo er in der Mehrheit der produzierten Serien seit den 1980er Jahren präsent ist. Zu den bekanntesten Rollen zählen die des Si Chedly in der Serie El Khottab Al Bab, während des Monats Ramadan in den Jahren 1996/97 ausgestrahlt oder auch in der von 2008 bis 2014 ausgestrahlten Fernsehserie Maktoub, wo Ben Amor im Monat Ramadan 2014 ab Beginn der Staffel 4 die Rolle des Sid Ahmed übernahm. In der Historienserie Tej El Hadhra von Omar Bouhoula und Sami Snoussi, die während der Zeit des Ahmad Bey I spielt und die Geschichte des tunesischen Revolutionärs Ali Ben Ghedhahem erzählt, war Ben Amor in einer der Hauptrollen als Ahmad ibn Abi Diyaf zu sehen, einer Figur der tunesischen Geschichte, die fünf aufeinanderfolgenden Bey als Sekretär in Funktion des Großwesir diente. 2019 entstand die britische Fernsehserie The Trader von Anthony Waller, in der Ben Amor in die Rolle des Samir schlüpfte. Waller führte bereits zuvor Regie für In der Tiefe wartet der Tod.

## Filmografie (Auswahl)

### Film
| Jahr | Titel                                           | Regisseur                                 | Rolle                             |
| ---- | ----------------------------------------------- | ----------------------------------------- | --------------------------------- |
| 1971 | Et demain... ?                                  | Brahim Babaï                              | ?                                 |
| 1975 | Le Messie (Il Messia)                           | Roberto Rossellini                        | Judas                             |
| 1980 | C'est pas moi, c'est lui Aziza                  | Pierre Richard Abdellatif Ben Ammar       | Anführer der Rebellen Ali         |
| 1986 | Pirates                                         | Roman Polanski                            | Karussellwärter                   |
| 1988 | Frantic                                         | Roman Polanski                            | Doktor Metlaoui                   |
| 1989 | La Barbare                                      | Mireille Darc                             | ?                                 |
| 1990 | Halfaouine, l'enfant des terrasses Mort subite  | Férid Boughedir produziert von Rai 2      | Kunde des Friseurs ?              |
| 1991 | Écrans de sable                                 | Randa Chahal Sabbagh                      | Anführer der Handlanger           |
| 1992 | Deceptions                                      | L. J. Munkler                             | Der Schauspieler                  |
| 1993 | La Guerre du Golfe... et après ?                | Nouri Bouzid                              | ?                                 |
| 1995 | La Danse du feu                                 | Salma Baccar                              | ?                                 |
| 1997 | Le Policier de Tanger (Tangier Cop) Tunisiennes | Stephen Whittaker Nouri Bouzid            | Direktor des Kasinos Majid        |
| 2005 | Junun                                           | Fadhel Jaïbi                              | ?                                 |
| 2006 | Fleur d'oubli                                   | Salma Baccar                              | Si Mokhtar                        |
| 2009 | Cinecittà                                       | Ibrahim Letaïef                           | Hausmeister Toto                  |
| 2010 | Baydha (Tabou) (Kurzfilm)                       | Meriem Riveill                            | ?                                 |
| 2011 | Or noir                                         | Jean-Jacques Annaud                       | Theologe Ihrer Majestät           |
| 2016 | Éclipses (Khousouf)                             | Fadhel Jaziri                             | ?                                 |
| 2017 | L'Amour des hommes El Jaida Tunis by Night      | Mehdi Ben Attia Salma Baccar Elyes Baccar | Taïeb Si Salah Youssef Ben Younes |
| 2019 | Before it’s too late                            | Majdi Lakhdar                             | Ali                               |

### Fernsehen
| Jahr | Titel                            | Art                                                | Rolle                                 |
| ---- | -------------------------------- | -------------------------------------------------- | ------------------------------------- |
| 1977 | Jesus von Nazareth               | Fernsehfilm                                        | ?                                     |
| 1981 | Hinter den Felsen lauert der Tod | Fernsehfilm                                        | El Kakdar                             |
| 1987 | Emmerdale                        | Seifenoper (Episoden 1221 und 1222)                | Amir                                  |
| 1991 | Les Gens, und Historie           | Fernsehserie                                       | Radhi                                 |
| 1992 | Confession de la dernière pluie  | Fernsehserie                                       | ?                                     |
| 1993 | Morte a contratto                | Fernsehfilm                                        | Polizeichef                           |
| 1994 | Warda                            | Fernsehfilm                                        | ?                                     |
| 1995 | The Vacillations of Poppy Carew  | Fernsehfilm                                        | Mustafa                               |
| 1996 | El Khottab Al Bab                | Fernsehserie (1. und 2. Staffel)                   | Si Chedly                             |
| 1999 | Ichka wa hkeyat                  | Fernsehserie                                       | ?                                     |
| 2008 | Villa Jasmin Maktoub Sayd Errim  | Fernsehfilm Fernsehserie                           | Ben Romdane als Vater Sid Ahmed ?     |
| 2009 | Aqfas Bila Touyour               | Fernsehserie                                       | ?                                     |
| 2012 | Dar Louzir                       | Fernsehserie                                       | ?                                     |
| 2013 | Awled Lebled Layem               | Fernsehserien                                      | ?                                     |
| 2014 | Naouret El Hawa Maktoub          | Fernsehserie Fernsehserie (Staffel 4)              | Raouf Berhouma ?                      |
| 2016 | Warda w Kteb                     | Fernsehserie                                       | ?                                     |
| 2017 | Flashback Nsibti Laaziza         | Fernsehserie (Staffel 2) (Fernsehserie, Staffel 7) | ? Adnen Boumiza (Maler)               |
| 2018 | Tej El Hadhra                    | Historienserie                                     | Ahmad ibn Abi Diyaf                   |
| 2019 | The Trader                       | Fernsehserie                                       | Samir                                 |
| 2021 | El Foundou Machair               | Fernsehserie Fernsehserie (Staffel 2)              | Mokhtar, Vater von Yahia Der Minister |

Mit seinen Rollen verkörpert er oft den „Beldi des Fernsehens“.

## Regie und Produktion
Raouf Ben Amor ist seit 1998 Geschäftsführer der Caméleon Productions, die sich auf Veranstaltungen und audiovisuelle Produktionen spezialisiert hat.
- 1998: Projekt „Medina“ – Inszenierung mehrerer Stücke
- 2000: Ibtihalats (30teilige Fernsehserie) – Produzent
- 2001: Cites d’Orient (10teilige Fernsehserie) – Koproduzent
- 2001: Festival International de Douz (Dokumentation) – Koproduzent
- 2002: L’Oratorio – Produzent
- 2004: Carthage Caméléon (Theaterstück) – Produzent

## Auszeichnungen
- 1969: Erster Preis beim Internationalen Festival des Universitätstheaters Istanbul[30]
- 1990: Officier de l'Ordre des Arts et des Lettres (Frankreich)[30][1]
- 1997: Nationalpreis für Kunst und Literatur (Tunesien)[1]
- 1999: Commandeur de l’Ordre du Mérite Culture national (Tunesien)[31]
- 2017: Bester Schauspieler – Tunis by Night – Cairo International Film Festival[32][33]